# 5. april ’81
Az 5. april '81 a Bijelo dugme együttes 1981-ben megjelent koncertlemeze. A felvételek az 1981. április 5-én adott koncertjükön készültek a zágrábi Kulušić klubban. Kiadta a Jugoton, katalógusszáma: LSY 61581. A borítóján található matrica tanúsága szerint 20 000 példányban jelent meg. A hanglemez változat borítóján egy négy év körüli kislányról látható három kép: az elsőn egy kabátot visel, a másodikban a kabátja fel van húzva és deréktól lefelé teljesen meztelen, a harmadikon pedig egy bilin ül és lefelé néz. A későbbi CD-kiadást már cenzúrázták: a középső képet eltávolították a borítóról.

## Az album dalai

### A oldal
1. Izgledala je malo čudno u kaputu žutom krojenom bez veze (3:18)
2. U stvari ordinarna priča (3:01)
3. Ipak, poželim neko pismo (4:12)
4. I kad prođe sve, pjevat ću i tad (2:51)
5. Ne dese se takve stvari pravome muškarcu (3:24)

### B oldal
1. Sve ove godine (2:28)
2. Na zadnjem sjedištu moga auta	(3:39)
3. Ha, ha, ha (3:04)
4. Bitanga i princeza (3:45)
5. Doživjeti stotu (4:01)

## Közreműködők
- Željko Bebek – ének
- Goran Bregović – gitár
- Zoran Redžić – basszus
- Điđi Jankelić – dob
- Vlado Pravdić – billentyűs hangszerek